# Bakhtar Afghan Airlines
Bakhtar Afghan Airlines ist eine Fluggesellschaft aus Afghanistan, die zunächst Inlandsflüge anbot. Aufgrund einer ICAO-Studie wurde sie im Jahr 1967 als Bakhtar Alwatana von der afghanischen Regierung gegründet. Das Ziel war dabei, den bis dahin wenig entwickelten Inlandsflugverkehr massiv auszubauen, vor allem zu den zerklüfteten und schwer zugänglichen Bergregionen des Landes. Bakhtar war also ein „Entwicklungshilfe-Carrier“, bei dessen Finanzierung die ICAO ebenso mithalf wie beim Bau geeigneter Flughäfen. Dieser Name wurde bis 1985 beibehalten, dann wurde die Gesellschaft in Bakhtar Afghan Airlines umbenannt. Seit 1. Januar 1971 war Bakhtar die einzige Inlandsgesellschaft, alle Inlandsziele wurden von der Ariana an Bakhtar abgegeben. 1988 wurde die Gesellschaft mit der Ariana Afghan Airlines verschmolzen.
Im Oktober 2020 wurde die Bakhtar Afghan Airlines als zweite staatliche Airline Afghanistans wiedergegründet. Sie soll vorerst, wie bereits bei der ursprünglichen Gründung, inländische Ziele bedienen.

## Flugziele
Im Jahr 1975 bot die Bakhtar Afghan Airlines Flüge zu folgenden Zielen an:
- Bamyan
- Tschaghtscharan
- Darwaz
- Fayzabad
- Herat
- Kabul
- Kundus
- Chwahan
- Maymana
- Masar-e Scharif
- Shegnan

Die Inlandsflüge wurden zu dieser Zeit mit Jakowlew Jak-40 oder de Havilland Canada Twin Otter durchgeführt.
Spätere Flugziele waren u. a. zusätzlich Kandahar und Farah.

## Flotte
Zum Einsatz kamen nach der Gründung drei DHC-6. Im Jahr 1971 erhielt Bakhtar drei Jak-40, wodurch weitere Städte in das nationale Flugnetz einbezogen werden konnten. Ab 1981 erfolgte eine Erweiterung des Flottenparks durch Antonow An-24 und Antonow An-26.
Nach Einstellung der Tätigkeit der Ariana am 25. Oktober 1985 übernahm Bakhtar neben deren Flottenpark auch die Bedienung der internationalen Routen. Zu den beiden Boeing 727-100C kamen zwei werksneue Tupolew Tu-154M.
Folgende Flugzeuge gehörten unter anderem zur Flotte:
Antonow An-24
Antonow An-26
- YA-BAL
- YA-BAM

Boeing 727-100C
- YA-FAU Boeing 727-113C[6]
- YA-FAW Boeing 727-155C[7]

de Havilland Canada DHC-6 Twin Otter
- YA-GAT
- YA-GAY
- YA-GAZ

Jakowlew Jak-40
- YA-KAB (zerstört bei Mörser-Angriff auf den Flughafen Kabul am 1. August 1992)[8]
- YA-KAD

Tupolew Tu-154M
- YA-TAR[9]

## Zwischenfälle
- Am 25. Januar 1972 wurde eine Jakowlew Jak-40 (Luftfahrzeugkennzeichen YA-KAD) irreparabel beschädigt, als sie Bäume beim Landeanflug auf den Flugplatz in Khost streifte.[10]

- Am 18. April 1973 stürzte die de Havilland DHC-6 Twin Otter YA-GAT beim Start in Bamyan ab. Von den 16 Passagieren, die meisten waren Amerikaner und Kanadier, starben zwei und zwei der drei Besatzungsmitglieder.[11]

- Am 10. März 1983 stürzte während eines Sturmes die Twin Otter YA-GAZ auf einem Inlandsflug von Kabul nach Uruzgan nahe der Stadt Ghazni ab. Alle 17 Passagiere und die zwei Besatzungsmitglieder starben (siehe auch Flugunfall der Bakhtar Afghan Airlines bei Ghazni).[12]

- Am 8. Januar 1985 wurde die Twin Otter YA-GAY bei einem Landeunfall in Bamyan irreparabel beschädigt. Alle 20 Insassen überlebten.[13]

- Am 4. September 1985, während des sowjetisch-afghanischen Krieges, wurde die Antonov An-26 YA-BAM von einer Flugabwehrrakete nahe Kandahar abgeschossen. An Bord waren 47 Passagiere und fünf Besatzungsmitglieder auf einem planmäßigen Flug von Kandahar nach Farah. Es gab keine Überlebenden.[14]

- Am 11. Juni 1987 wurde eine weitere An-26 (YA-BAL) von einer Rakete nahe dem Ort Khost abgeschossen, dabei starben 53 der 55 Menschen an Bord. Die Maschine war auf einem Flug von Kandahar nach Kabul.[15]